# 4881 Робмакінтош
4881 Робмакінтош (4881 Robmackintosh; тимчасові позначення: 1975 XJ, 1987 BF2) — астероїд головного поясу.
Тіссеранів параметр щодо Юпітера — 3.568.
Названий на честь аргентинського астронома-аматора Роберто Макінтоша.